# Penschilderen

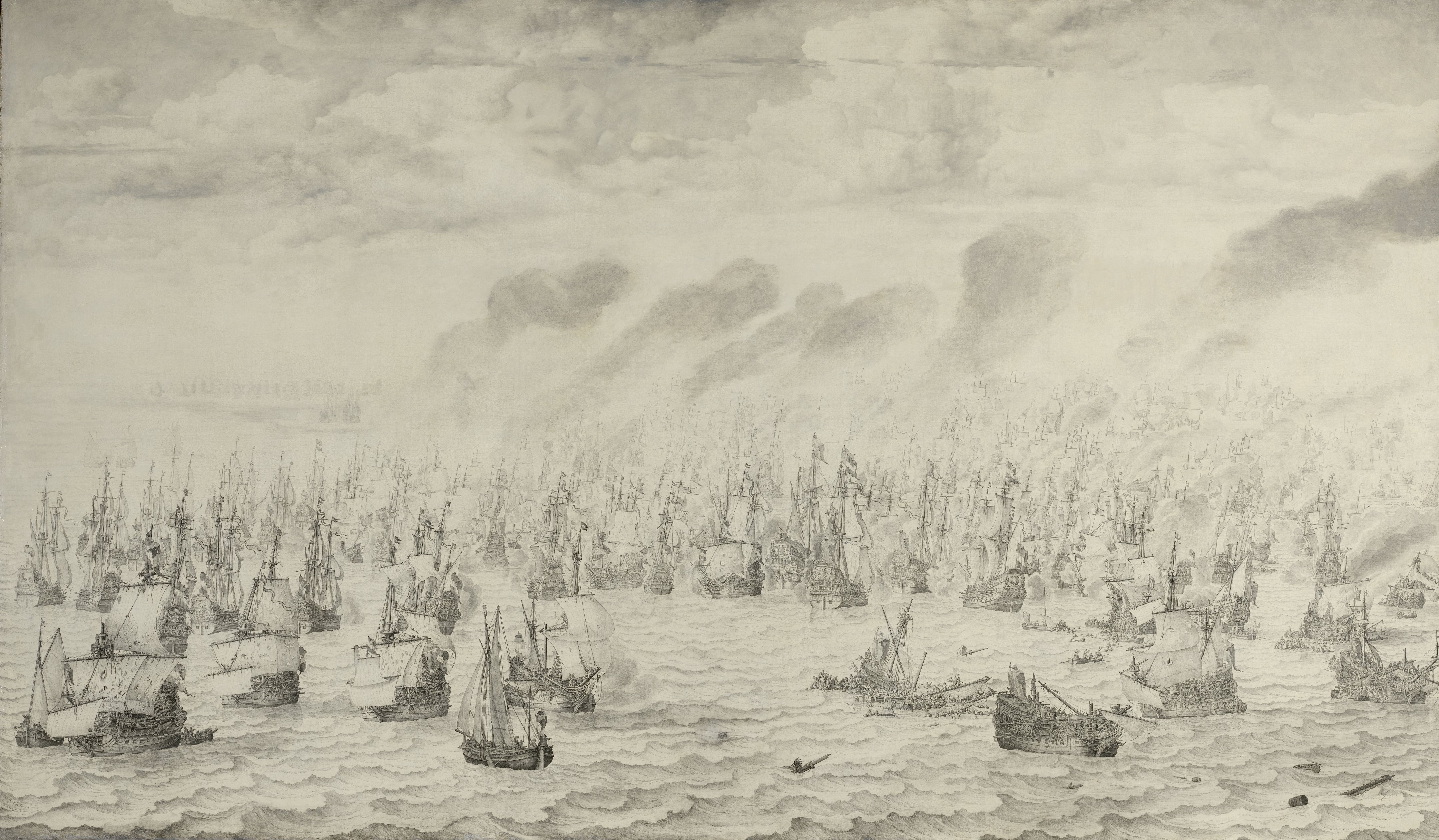
Slag bij Ter Heijde, een 1657 penschilderij van Willem van de Velde de Oude

Penschilderen is de combinatie van een pentekening en schildertechniek die is ontwikkeld en gebruikt door zeventiende-eeuwse kunstenaars uit de Republiek der Zeven Verenigde Nederlanden. Bij deze techniek werd eerst het houten paneel of canvas met een witte olieverf gegrond en na het (langdurig) drogen werd er met Oost-Indische inkt op getekend. Tot slot werd er een laag vernis aangebracht ter bescherming. Het resultaat wordt beschreven als een penschilderij. Op basis van het monochrome eindresultaat worden de schilderijen ook aangeduid als grisaille.  De belangrijkste vertegenwoordiger van dit genre was Willem van de Velde de Oude en over het algemeen wordt hij ook gezien als de uitvinder ervan.
Voor de pentekening maakte de kunstenaars gebruik van een ganzenveer of rietpen, in tegenstelling tot Van de Velde waren er ook kunstenaars die het gebruik van de pen afwisselden met het hanteren van een penseel. 
De techniek werd veel gebruikt binnen maritieme thema's vanwege de mogelijkheid tot gedetailleerde weergave van bijvoorbeeld schepen. Bij Van de Velde leidde dit tot werken met een hoge kwaliteit en uitzonderlijke detaillering.  Het gebruik van deze techniek duurde tot in de beginjaren van de achttiende eeuw. Een mogelijke verklaring voor het verdwijnen van het genre is het arbeidsintensieve en tijdrovende proces om een dergelijk schilderij te maken en dat opdrachtgevers hier niet op wildenwachten.
Andere bekende vertegenwoordigers binnen dit genre zijn Heerman Witmont, Jacob Matham, Adriaen van Salm en Experiens Sillemans.